# ریاست‌جمهوری سید علی خامنه‌ای

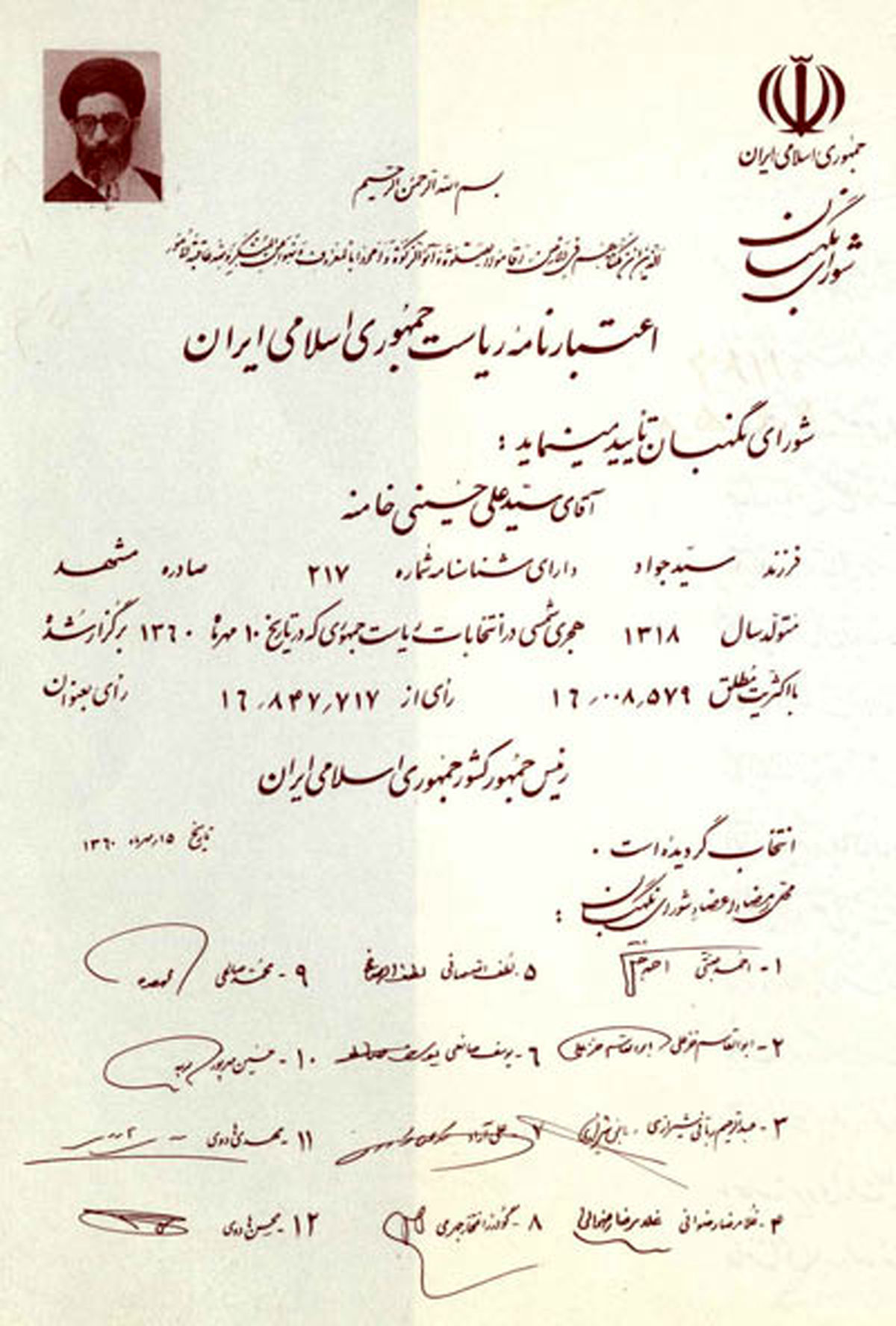
اعتبارنامه ریاست‌جمهوری سید علی خامنه‌ای

ریاست‌جمهوری سید علی خامنه‌ای به دو دوره ریاست‌جمهوری سید علی خامنه‌ای گفته می‌شود که مشتمل بر دولت‌های سوم و چهارم جمهوری اسلامی ایران از ۱۷ مهر ۱۳۶۰ تا ۲۵ مرداد ۱۳۶۸ است. پس از ترور محمدعلی رجایی، رئیس‌جمهور، محمدرضا مهدوی کنی به ریاست دولت موقت سرکار بود و از ۷ آبان ۱۳۶۰، میرحسین موسوی به نخست‌وزیری ایران دست یافت. در این دوران که با بخش عمدهٔ جنگ هم‌زمان بود و جناح چپ جمهوری اسلامی قدرتمند بود، او از چهره‌های نسبتاً معتدل به‌شمار می‌رفت. این دوران با نخست‌وزیری و ریاست موسوی بر دستگاه اجرایی کشور به مدت هشت سال بوده‌است؛ آخرین سال آن هم‌زمان با مرگ رهبر جمهوری اسلامی، سید روح‌الله خمینی و رهبری خامنه‌ای، رئیس‌جمهور وقت، همراه شد.
به گفتهٔ علی‌اکبر ولایتی، خامنه‌ای ریاست‌جمهوری خود را در حالی آغاز کرد که نهاد ریاست‌جمهوری ساختار مناسبی نداشت. گروه‌های مشاور و کارگروه‌ها برای کمک به رئیس‌جمهور تشکیل نشده بود و این امر مشکلات فراوانی را برای عملکرد رئیس‌جمهور پدید می‌آورد. به تدریج، دفتر ریاست‌جمهوری با چندین مشاور و کارگروه شکل گرفت. خامنه‌ای در ابتدا بخشی از تلاش‌های خود را معطوف ساختارسازی برای دفتر رئیس‌جمهور و نهاد ریاست‌جمهوری کرد. بعدها در پی ابهام در شرح وظایف رئیس‌جمهور که کاستی آن به‌ویژه در تعامل با نخست‌وزیر در طول دوره اول آشکار شده بود، قانون اختیارات رئیس‌جمهور تهیه و تدوین شد و در ۱۶ اردیبهشت ۱۳۶۵ به تصویب مجلس شورای اسلامی رسید.

## پیش زمینه

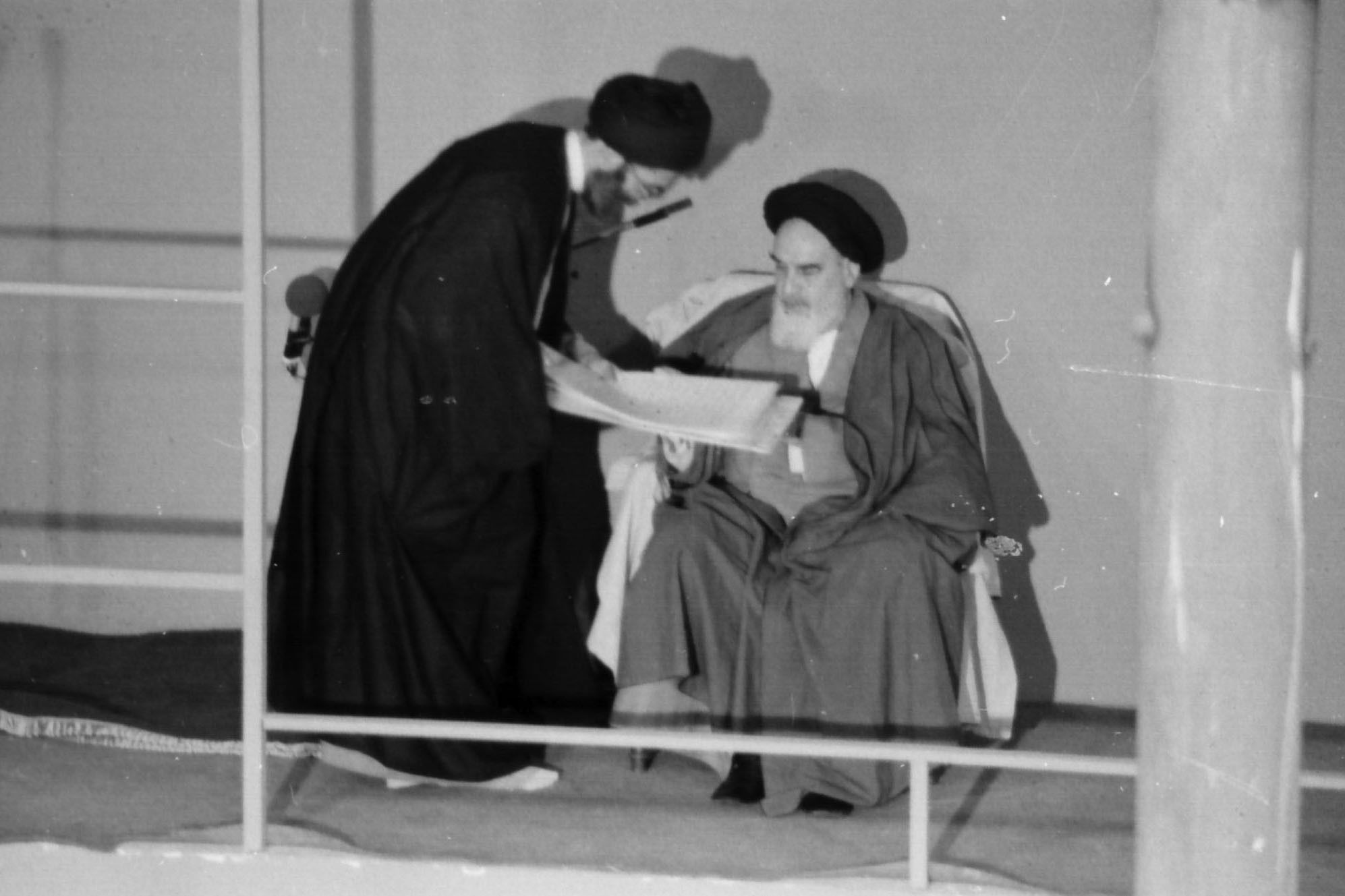
مراسم تنفیذ حکم ریاست‌جمهوری سید علی خامنه‌ای در سال ۱۳۶۰ ه‍. ش

پس از ترور محمدعلی رجایی، دومین رئیس‌جمهور جمهوری اسلامی ایران، شورای مرکزی حزب جمهوری اسلامی و نیز جامعه مدرسین حوزه علمیه قم به اتفاق آرا و به‌رغم مخالفت سید علی خامنه‌ای، او را به‌عنوان نامزد ریاست‌جمهوری انتخاب کردند و سید روح‌الله خمینی که سابقاً با تصدی روحانیون در مقام ریاست‌جمهوری موافق نبود، با نامزدی او موافقت کرد. پس از نامزدی و اعلام صلاحیت توسط شورای نگهبان، گروه‌ها و شخصیت‌های مختلف از ریاست‌جمهوری او حمایت کردند. از مهم‌ترین حامیان او ائتلاف گروه‌های خط امام بود. انتخابات در ۱۰ مهر ۱۳۶۰ برگزار شد و خامنه‌ای با کسب اکثریت مطلق آراء (۱۱/ ۹۵٪) به‌عنوان رئیس‌جمهور انتخاب شد. در ۱۷ مهر ۱۳۶۰ روح‌الله خمینی حکم ریاست‌جمهوری وی را تنفیذ کرد و او در ۲۱ مهر به‌عنوان سومین رئیس‌جمهور اسلامی ایران در مجلس شورای اسلامی سوگند یاد کرد.

## نخست‌وزیر

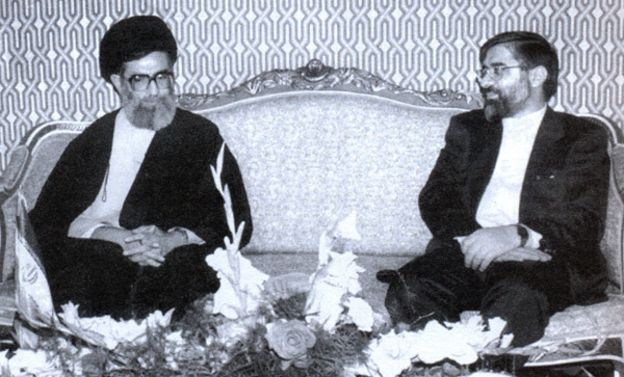
سید علی خامنه‌ای در کنار میرحسین موسوی

سید علی خامنه‌ای در ۲۷ مهر ۱۳۶۰ ه‍.ش علی‌اکبر ولایتی را به‌عنوان نخست‌وزیر به مجلس شورای اسلامی معرفی کرد، ولی نتوانست اکثریت آرا نمایندگان را کسب کند. در ۴ آبان ۱۳۶۰ ه‍.ش میرحسین موسوی را به‌عنوان نخست‌وزیر به مجلس معرفی کرد و او توانست اکثریت آرا نمایندگان مجلس را کسب کند.
سید علی خامنه‌ای ریاست‌جمهوری خود را در حالی آغاز کرد که نهاد ریاست‌جمهوری دارای ساختار مناسبی نبود. گروه‌های مشاور و کارگروه‌ها برای کمک به رئیس‌جمهور هنوز تشکیل نشده بود و این امر مشکلات فراوانی را برای عملکرد رئیس‌جمهور پدیدمی‌آورد. به تدریج، دفتر ریاست‌جمهوری با چندین مشاور و کارگروه شکل گرفت. خامنه‌ای در ابتدا بخشی از تلاش‌های خود را معطوف ساختارسازی برای دفتر رئیس‌جمهور و نهاد ریاست‌جمهوری کرد. بعدها در پی ابهام در شرح وظایف رئیس‌جمهور که کاستی آن در تعامل با نخست‌وزیر در طول دوره اول آشکار شده بود، قانون اختیارات رئیس‌جمهور تهیه و تدوین شد و در تاریخ ۱۶ اردیبهشت ۱۳۶۵ ه‍.ش به تصویب مجلس شورای اسلامی رسید. خامنه‌ای با موسوی در موضوعات مختلفی از جمله دیدگاه اقتصادی و انتخاب وزرا اختلاف نظر داشتند. به گفته سید مصطفی میرسلیم خامنه‌ای معتقد بود بخش خصوصی باید در فعالیت‌های اقتصادی مشارکت بیشتری داشته باشند اما موسوی مخالف بود. در پی این اختلاف نظرها در چهارساله اول ریاست‌جمهوری، خامنه‌ای مایل نبود برای دومین بار در انتخابات ریاست‌جمهوری شرکت کند، اما پس از آنکه خمینی شرکت در انتخابات را تکلیف شرعی او دانست، برای شرکت در انتخابات چهارمین دوره ریاست‌جمهوری مصمم و نامزد شد و از خمینی خواست تا در انتخاب نخست‌وزیر مختار باشد. خمینی نیز با شرط او موافقت کرد.
پس از پیروزی در انتخابات، و با زمزمه انتخاب نخست‌وزیری جدید از جانب او، برخی نظامیان و در راس آنها محسن رضایی در این خصوص به خمینی ابراز نگرانی کردند که پیشرفت در جبهه‌های جنگ منوط به نخست‌وزیری دوباره میرحسین موسوی است. خمینی نیز به جهت مصلحت جنگ به خامنه‌ای حکم کرد تا موسوی را به‌عنوان نخست‌وزیر معرفی کند. خامنه‌ای با وجود مخالفت با این تشخیص، موسوی را به مجلس معرفی کرد. ۹۹ نفر از نمایندگان به نخست‌وزیری موسوی رای منفی کردند و خامنه‌ای در سخنرانی‌ای گفت «این‌ها ۹۹ نفر نیستند و با من صد نفر هستیم». در دوره دوم ریاست‌جمهوری اختلافات رئیس‌جمهور و نخست‌وزیر ادامه یافت و در مواردی مانند معرفی اعضای کابینه، تشدید هم شد. در دوره دوم ریاست‌جمهوری خامنه‌ای اختلاف‌های رئیس‌جمهور و نخست‌وزیر ادامه یافت و در مواردی مانند معرفی اعضای کابینه تشدید شد.

## سیاست داخلی

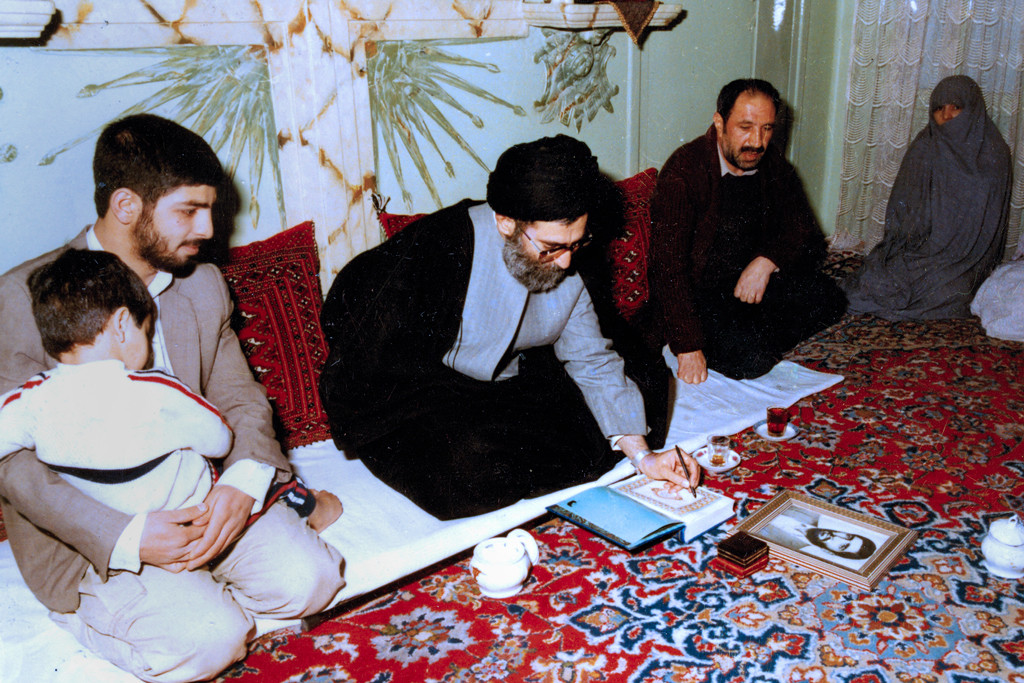
خامنه‌ای در منزل یک خانواده شهید جنگ ایران و عراق

دیدار با قشرهای مختلف مردم، بازدید از مؤسسات و سازمانهای گوناگون، شرکت در مراسم افتتاح طرح‌ها، شرکت در همایش‌ها و سفرهای استانی از دیگر برنامه‌ها و اقدامات خامنه‌ای در دوره ریاست‌جمهوری بود. به گفته علی‌اکبر ولایتی حفظ ارتباط با مردم به‌ویژه خانواده‌های شهدا همچنین، سفرهای خامنه‌ای به استان‌ها و مناطق مختلف کشور، با هدف ملاقات با قشرهای مختلف مردم، به‌ویژه قشر محروم و آشنایی با مسائل و مشکلات آنها از نزدیک، رفع اختلافات مقامات محلی، پیگیری مسائل مربوط به جنگ و همکاری سپاه و ارتش، دیدار با علما و بزرگان شهرها و روستاها، بررسی مسائل و مشکلات اقتصادی و مانند آن ازجمله ابتکارات، فعالیت‌های مستمر و مؤثر او بود.

## سیاست خارجی

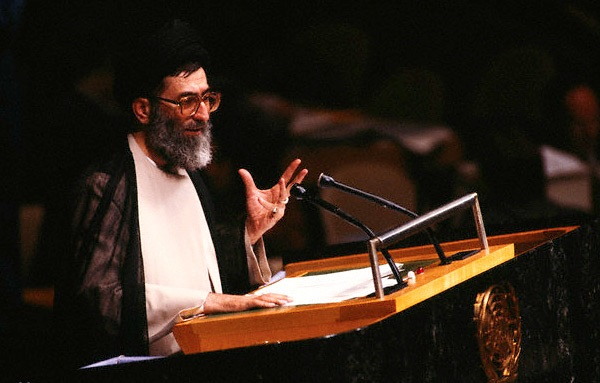
سخنرانی خامنه‌ای در چهل و دومین اجلاس مجمع عمومی سازمان ملل متحد در ۱۳۶۶

در دوران هشت‌ساله ریاست‌جمهوری سید علی خامنه‌ای دستگاه سیاست خارجی و دیپلماسی ایران فعال‌تر شد. یکی از شاخصهای توسعه سیاست و روابط خارجی، سفرهای رئیس‌جمهور به کشورهای مختلف برای توسعه روابط بود که در دوره اول ریاست‌جمهوری شروع شد و در دوره دوم توسعه یافت. او در دوره اول ریاست‌جمهوری از ۱۵ تا ۲۰ شهریور ۱۳۶۳ به کشورهای سوریه، لیبی و الجزایر و در دوره دوم از ۲۳ دی تا ۳ بهمن ۱۳۶۴ به کشورهای آسیایی و آفریقایی، پاکستان، تانزانیا، زیمبابوه، آنگولا، و موزامبیک سفر نمود. از ۱۱ تا ۱۵ شهریور ۱۳۶۵ برای شرکت در هشتمین اجلاس سران جنبش عدم تعهد در هراره مجدداً به زیمبابوه سفر کرد. در این سفر در اجلاس سران سخنرانی کرد و با برخی از سران کشورهای غیرمتعهد دیدار و گفت‌وگو نمود. از ۲ تا ۶ اسفند ۱۳۶۷ به کشورهای یوگسلاوی و رومانی و از ۱۹ تا ۲۶ اردیبهشت ۱۳۶۸ به کشورهای چین و کره شمالی سفر کرد.

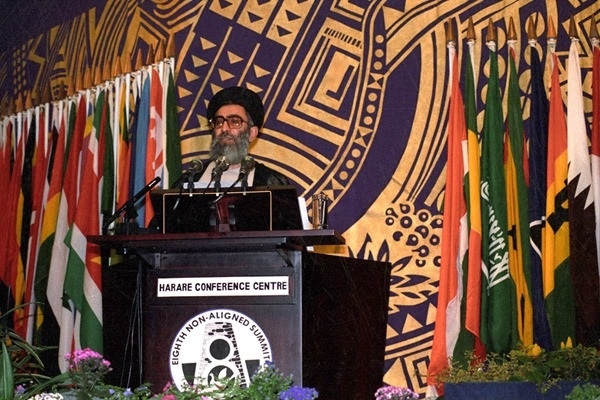
سخنرانی خامنه‌ای در اجلاس جنبش عدم تعهد در هراره، زیمبابوه. شهریور ۱۳۶۶

سید علی خامنه‌ای در ۳۱ شهریور ۱۳۶۶ در چهل و دومین اجلاس مجمع عمومی سازمان ملل متحد شرکت کرد و در سخنرانی خود دیدگاه‌ها و مواضع اصولی جمهوری اسلامی ایران را تشریح کرد. این سفر او با استقبال ایرانیان و مسلمانان مقیم نیویورک و مطبوعات بین‌المللی از او و فعالیتهایش برای تبیین شرایط انقلاب اسلامی، جنگ و سیاست‌های ایران در برابر ابرقدرت‌ها بود. امامت نماز جمعه مسلمانان نیویورک و سخنرانی در خطبه‌های آن نیز از نکات جالب و با اهمیت این سفر بود.
از اقدامات دیگر خامنه‌ای در زمینه سیاست خارجی می‌توان به برقراری ارتباط منسجم با گروه‌های سیاسی شیعی در افغانستان، عراق و لبنان و ایجاد تفاهم بین آن‌ها و تشکیل مجلس اعلای اسلامی عراق اشاره کرد. به طوری که اختلاف بین آنها را به اتحاد تبدیل کرد. و تشکیل حزب وحدت اسلامی از احزاب هشت‌گانه افغانستان نیز از مصداق‌های این رویکرد است. در این دوره، به دامنه حمایت ایران از مبارزان اسلامی در لبنان، فلسطین، عراق و افغانستان افزوده شد.

## جنگ

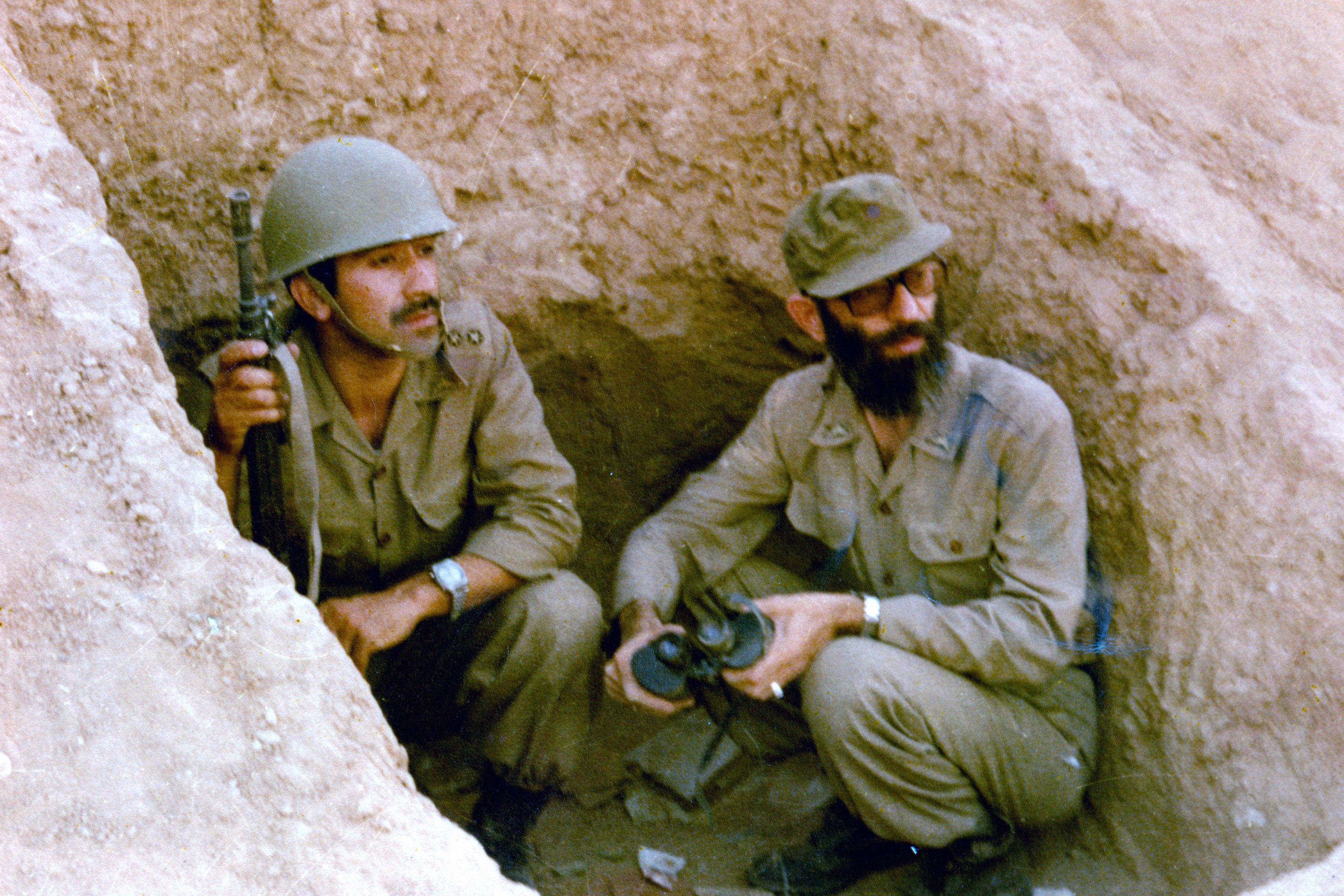
سید علی خامنه‌ای در سنگر در اوایل جنگ ایران و عراق

به گفته علی‌اکبر ولایتی، خامنه‌ای از نخستین ساعات آغاز جنگ ایران و عراق، در مسائل جنگ به ایفای نقش پرداخت. در ۵ مهر ۱۳۵۹ در جبهه‌های جنگ حضور یافت تا گزارشی از وضعیت جبهه‌ها و امکانات نیروهای ایرانی منطقهٔ مورد حمله نیروهای عراقی تهیه نموده و به سازمان‌دهی نیروها برای مقابله با دشمن کمک کند. بر این اساس راهی جبههٔ جنوب شد و تا اواسط بهار سال ۱۳۶۰ در آن جبهه حاضر بود. پس از آن، در جبههٔ غرب حاضر شد، حضور او در جبهه‌ها تمام وقت نبود و برای کارهایی مانند اقامه نماز جمعه به تهران می‌آمد و برمی‌گشت. بیشتر وقت او در جبهه‌ها برای هدایت، پشتیبانی و طراحی عملیات ستاد جنگ‌های نامنظم صرف می‌شد. در پشتیبانی از جبهه‌های خرمشهر، آبادان و سوسنگرد نقش مؤثری داشت و در تقویت نیروهای نظامی مردمی مثل سپاه و بسیج و تهیهٔ نیازمندی‌های فنی و تجهیزاتی آنها نقش بسیاری ایفا نمود. به فرمان سید روح‌الله خمینی در ۲۰ مهر ۱۳۵۹ شورای عالی دفاع ملی عهده‌دار کلیهٔ امور جنگ شد و خامنه‌ای در ۲۰ اردیبهشت ۱۳۵۹ نمایندهٔ خمینی در این شورا و نیز سخن‌گوی آن شد. در این مدت مشاور خمینی در امور و مسائل جنگ نیز بود. خامنه‌ای در عملیات شکستن حصر آبادان حضور مستقیم داشت.

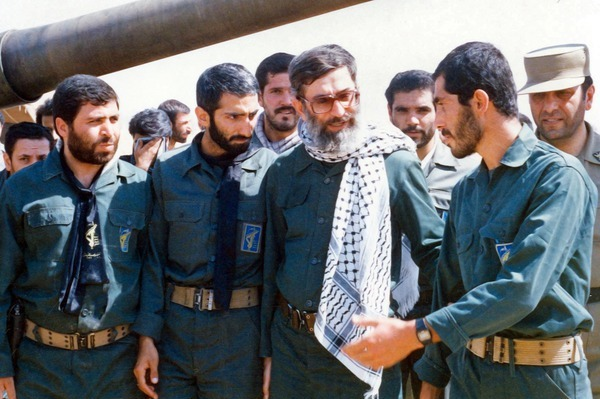
حضور سید علی خامنه‌ای در دوران ریاست‌جمهوری در جمع سپاهیان لشکر ۳۱ عاشورا در ۲۸ مرداد ۱۳۶۷

خامنه‌ای طی ۷ سال از دوران ریاست‌جمهوری‌اش که مقارن با جنگ بود، بخش زیادی از مذاکرات خارجی خود را به مذاکره با هیئت‌های صلح که مأموریت میانجی‌گری بین ایران و عراق را داشتند، اختصاص داد. خامنه‌ای در این دوره رئیس شورای عالی پشتیبانی جنگ بود. این شورا به دلیل شرایط خاص جنگ در ۱۳۶۵ ه‍.ش و به‌منظور به‌کارگیری هرچه بهتر امکانات کشور در خدمت جنگ و انجام دادن اقدامات مؤثر در بسیج نیروها و امکانات برای رفع نیازمندی‌های جبهه‌های جنگ تشکیل شد. روح‌الله خمینی در پاسخ به استعلام او در ۱۹ بهمن ۱۳۶۶ ه‍.ش مصوبات آن شورا را تا پایان جنگ لازم‌الاجرا اعلام کرد. در تابستان ۱۳۶۷ ه‍.ش با پذیرش قطعنامهٔ ۵۹۸ توسط ایران، جنگ به پایان رسید. پذیرش قطعنامهٔ ۵۹۸ در جلسه‌ای به ریاست خامنه‌ای و با حضور مسئولان عالی‌رتبه در ۲۶ تیر ۱۳۶۷ ه‍.ش به تصویب رسید و خمینی نیز این مسئله را قبول کرد. به دنبال این تصمیم سید علی خامنه‌ای به‌عنوان رئیس‌جمهور در نامه‌ای در ۲۷ تیر ۱۳۶۷ ه‍.ش به دبیرکل وقت سازمان ملل متحد، خاویر پرز دکوئیار، پذیرش قطعنامهٔ ۵۹۸ سازمان ملل از سوی ایران را اعلام کرد.